# Neiyyur
Neiyyur (o Neyyur, Neyyoor) è una suddivisione dell'India, classificata come town panchayat, di 9.479 abitanti, situata nel distretto di Kanyakumari, nello stato federato del Tamil Nadu. In base al numero di abitanti la città rientra nella classe V (da 5.000 a 9.999 persone).

## Geografia fisica
La città è situata a 8° 11' 60 N e 77° 17' 60 E e ha un'altitudine di 9 m s.l.m..

## Società

### Evoluzione demografica
Al censimento del 2001 la popolazione di Neiyyur assommava a 9.479 persone, delle quali 4.647 maschi e 4.832 femmine. I bambini di età inferiore o uguale ai sei anni assommavano a 927, dei quali 505 maschi e 422 femmine. Infine, coloro che erano in grado di saper almeno leggere e scrivere erano 7.821, dei quali 3.875 maschi e 3.946 femmine.